# Rosa Bosman
Rosa Bosman (Brussel·les, 29 de desembre de 1857 – Brussel·les, 1930) fou una soprano operística belga.

## Biografia i carrera
Va estudiar cant al conservatori de Brussel·les on va rebre classes d'Henri Warnots. Va debutar el 1880 al Teatre d'Òpera de la Monnaie de Brussel·les en el paper de Carmen de l'òpera homònima de Georges Bizet. Va guanyar també un premi de cant en aquesta ciutat, formant duo amb la cantant Pauline Botman.
Més tard es va traslladar a París, on va debutar a l'Opéra Garnier el 12 de juny de 1885, interpretant el paper de Hilda de l'òpera Sigurd d'Ernest Reyer. El 30 de novembre de 1885 va participar en l'estrena de l'òpera Le Cid de Jules Massenet, el 16 de desembre de 1886 en la de l'òpera Patrie! (com a Rafaela) d'Émile Paladilhe, l'any 1888 en la de l'opera La Dame de Monsoreau de Gaston Salvayre (com a Diane), el 21 de març de 1890 en l'estrena de l'òpera Ascanio de Camille Saint-Saëns (com a Scozzone), en representacions de l'òpera Stratonice d'Étienne Méhul (com a Stratonice), el 7 de febrer de 1900 en l'estrena de Lancelot du Lac de Victorin de Joncières (com a Elaine) i el 26 d'abril de 1901 en l'estrena de Le Roi de Paris de Georges Hüe (com a Jeanne de Noirmoutiers). Va participar en l'audició parisenca de l'Or del Rin de Richard Wagner (com a Fricka i Wellegunde) del 6 de maig de 1893, en la qual els músics Claude Debussy i Raoul Pugno van fer la part orquestral a dos pianos i una conferència sobre l'obra a càrrec de l'escriptor francès Catulle Mendès.
Pel que fa al paper d'Scozzone de l'òpera Ascanio, aquest paper ho havia d'estrenar Alphonsine Richard, mezzosoprano que ja havia interpretat el paper d'Anna Bolena en l'òpera Henri VIII de Saint-Saëns, però quan aquesta cantant va deixar la companyia del teatre el paper va ser adjudicat a Rosa Bosman i arranjant per a soprano sense coneixement del compositor.
D'altra banda, va interpretar entre 1885 i 1898 els papers de Mathilde de Guillaume Tell de Gioachino Rossini, Chimène en Le Cid de Massenet, Marguerite en Faust de Charles Gounod, Jennifer en Sigurd, Zerlina i Donna Elvira en Don Giovanni de Mozart, Berthe en Le Prophète de Giacomo Meyerbeer, Ines en L'Africaine de Meyerbeer, Eudokia en La Juive de Fromental Halévy, Alice en Robert le diable de Meyerbeer, Anahita en Le mage de Massenet, Elsa en Lohengrin de Wagner, Salammbô en l'òpera homònima d'Ernest Reyer, Sieglinde en Die Walküre de Wagner, Desdemona en Otello de Verdi, Elisabeth en Tannhaüser, Djelma en l'òpera homònima de Charles-Édouard Lefebvre i Eva en Die Meistersinger von Nürnberg de Wagner.
Va morir a Brussel·les a finals de 1930.